# Benedikt Venusi
Benedikt Bernhard Venusi (2. února 1751 Hrob – 13. ledna 1823 Osek) byl český řimskokatolický duchovní a hudebník, v letech 1798–1823 byl v pořadí 38. opatem cisterciáckého kláštera v Oseku na Teplicku.

## Život
Narodil se v městečku Hrob, a v roce 1771 vstoupil do oseckého kláštera. V únoru 1775 složil řeholní sliby a v roce 1779 přijal kněžské svěcení. Po smrti Mauritia Elbela byl zvolen komunitou opatem. Jako opat velice podporoval vědeckou práci svých spolubratří. V klášteře založil numismatickou sbírku, rozšířil knihovnu a obrazárnu. Napsal knihu výkladů na Pentateuch. Byl dobrým varhaníkem a houslistou, sám také komponoval.

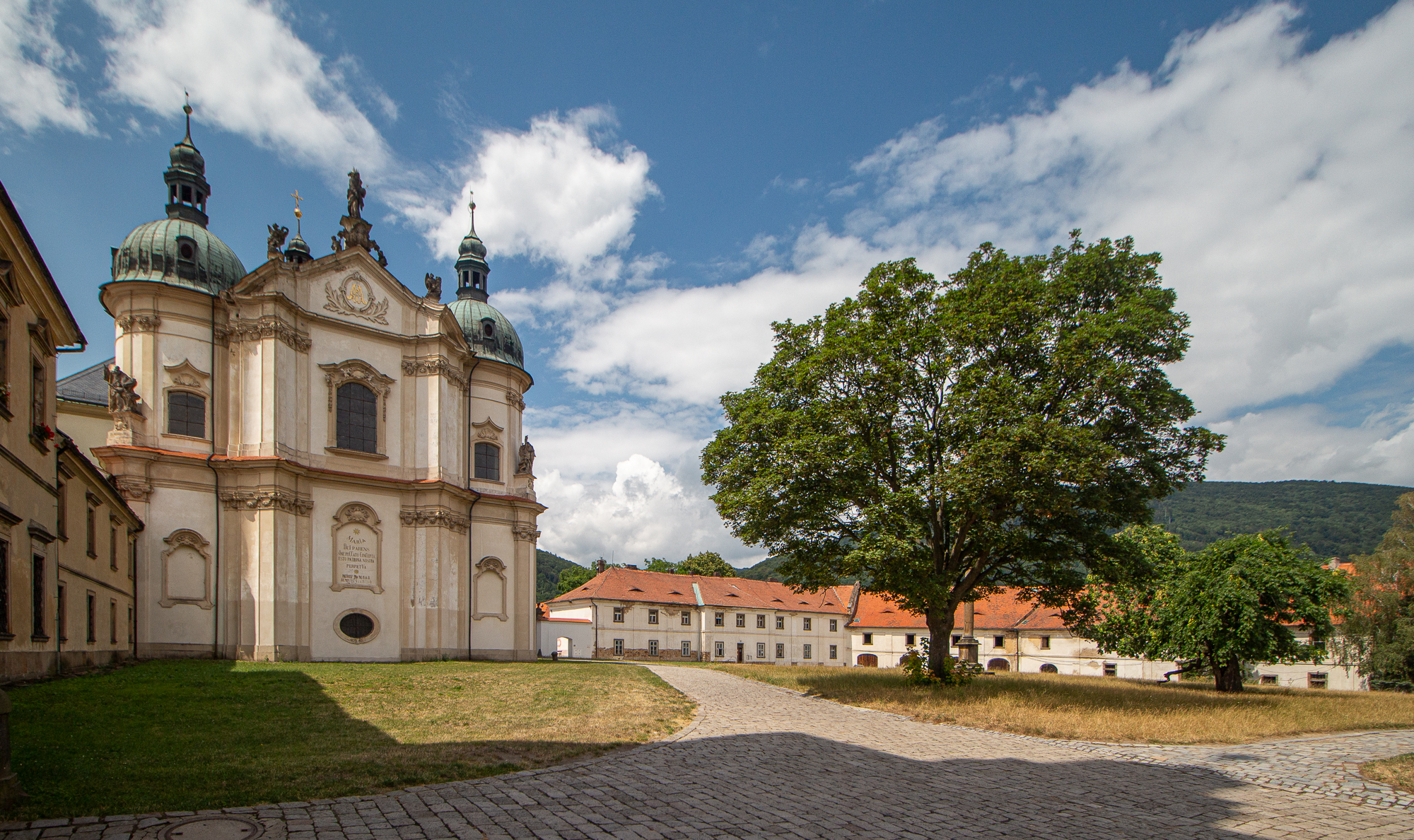
Cisterciácký klášter v Oseku

Klášter se musel potýkat s velkými těžkostmi. Během napoleonských válek utrpěl velké škody (vyčíslené na asi 70 000 zlatých), za které byla poskytnuta pouze mizivá kompenzace. Venusi nemohl s tímto neutěšeným stavem příliš dělat, a klášter se plně vzpamatoval až za jeho nástupce Chrysostoma Astmanna. Venusi zemřel v Oseku 13. ledna 1823.